# 中銀大廈 (香港)
中銀大廈（英语：Bank of China Tower）是中銀香港的總部，位於香港中西區金鐘花園道1號。於1985年4月18日動土啟造，翌年招租，由日本熊谷組負責承建，在1989年竣工，8月取得入伙紙，1990年5月17日正式啟用。
原址為美利樓。大廈落成時超越新加坡華聯銀行大廈，成為當時亞洲最高的摩天大樓，現時為香港第四高的建築物，僅次於環球貿易廣場、國際金融中心及中環廣場，全球排名則位居第56位（截至2020年4月）。

## 建築過程

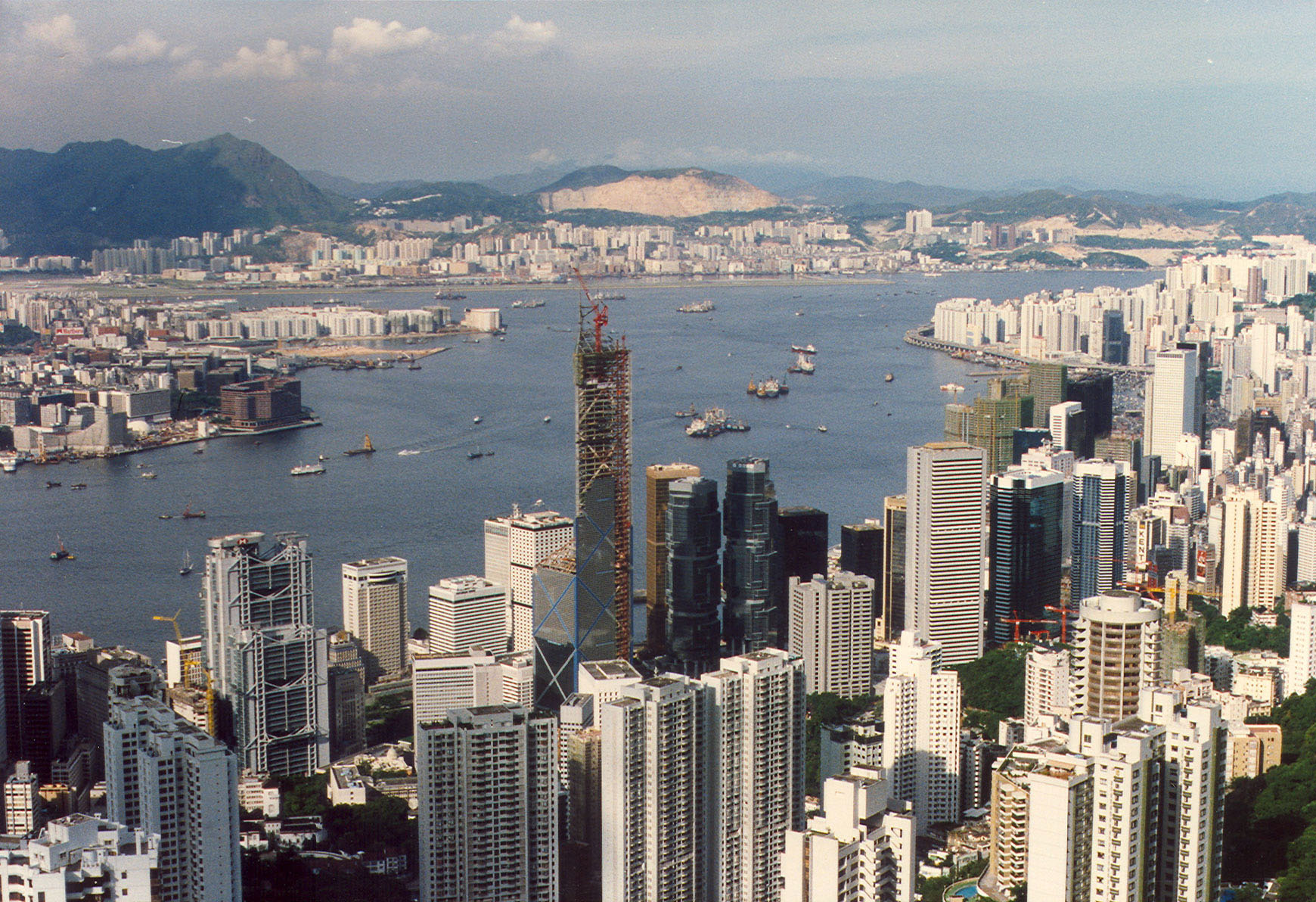
1988年正在興建的中銀大廈

中銀大廈設計者為美籍華裔建築師貝聿銘，其亦曾設計法國羅浮宮的金字塔入口等著名建築；而執行建築師則為同具美籍華裔背景的龔書楷。中銀大廈的建築籌備由1982年開始，當時香港政府便以11億元港幣，將位於香港商業區中心地帶——中環的6700平方米舊美利樓地段售予中國銀行。可是，當時卻正值香港樓價的高峰期，因此該土地的地價事實上遠低於當時的市值，故被認為是當時的港英政府向中國表示友好的行為。最初，中銀大廈是計劃於1988年8月8日落成的，因取數目字「8」在中國數有吉祥的意思，後因故延至1987年3月3日才正式動工，其中鋼架結構及機電裝置工程如期於1988年8月8日完工，但幕牆及內部裝修延至1989年8月才終告完成，1990年5月17日正式啟用，造價約10億港元。

## 結構

顯示出中銀大廈結構的模型。

中銀大廈樓高70層，樓高315米，加頂上兩杆的高度共有367.4米。其因此為1989年至1992年間香港及全亞洲最高的建築物，亦是美國地區以外最高的摩天大廈，紀錄維持了2年才被灣仔區的中環廣場所取代。中銀大廈外型為棱柱狀，就像「節節上升」的竹筍一樣。根據中銀香港網站內的介紹大廈設計是仿照竹子不斷向上生長，象徵着力量、生機、茁壯和銳意進取的精神；基座的麻石外牆代表長城，則代表中國。高度的数值也有讲究，分别是1，2，3，5单元高度，暗合斐波那契数列，给人一种指数级增长的感受。結構上，整座建築物的拐角由四根加強混凝土柱支撐，由三角形框架將建築的壓力轉移到四根柱子上。外面用玻璃幕覆蓋。其獨特外型設計因此讓它成為香港最矚目地標之一，不少香港發行郵票、明信片亦常以中銀大廈為觀景之一發行。中銀大廈同時為幻彩詠香江的參與匯演建築物之一。另外，其結構設計亦被應用至同樣由理雅工程顧問擔任結構工程師的上海環球金融中心及深圳華僑城大廈。

### 建築設計獎項
下列为中银大厦所获奖项：
- 1992年大理石建築獎（Marble Architectural Award）
- 1989年傑出工程大獎（Award for Engineering Excellence, ACEC）
- 1989年傑出工程獎狀（Certificate of Engineering Excellence, NYACE）等
- 1999年香港建築師學會香港十大最佳建築
- 2002年香港建築環境評估「優秀」評級獎項

## 樓層

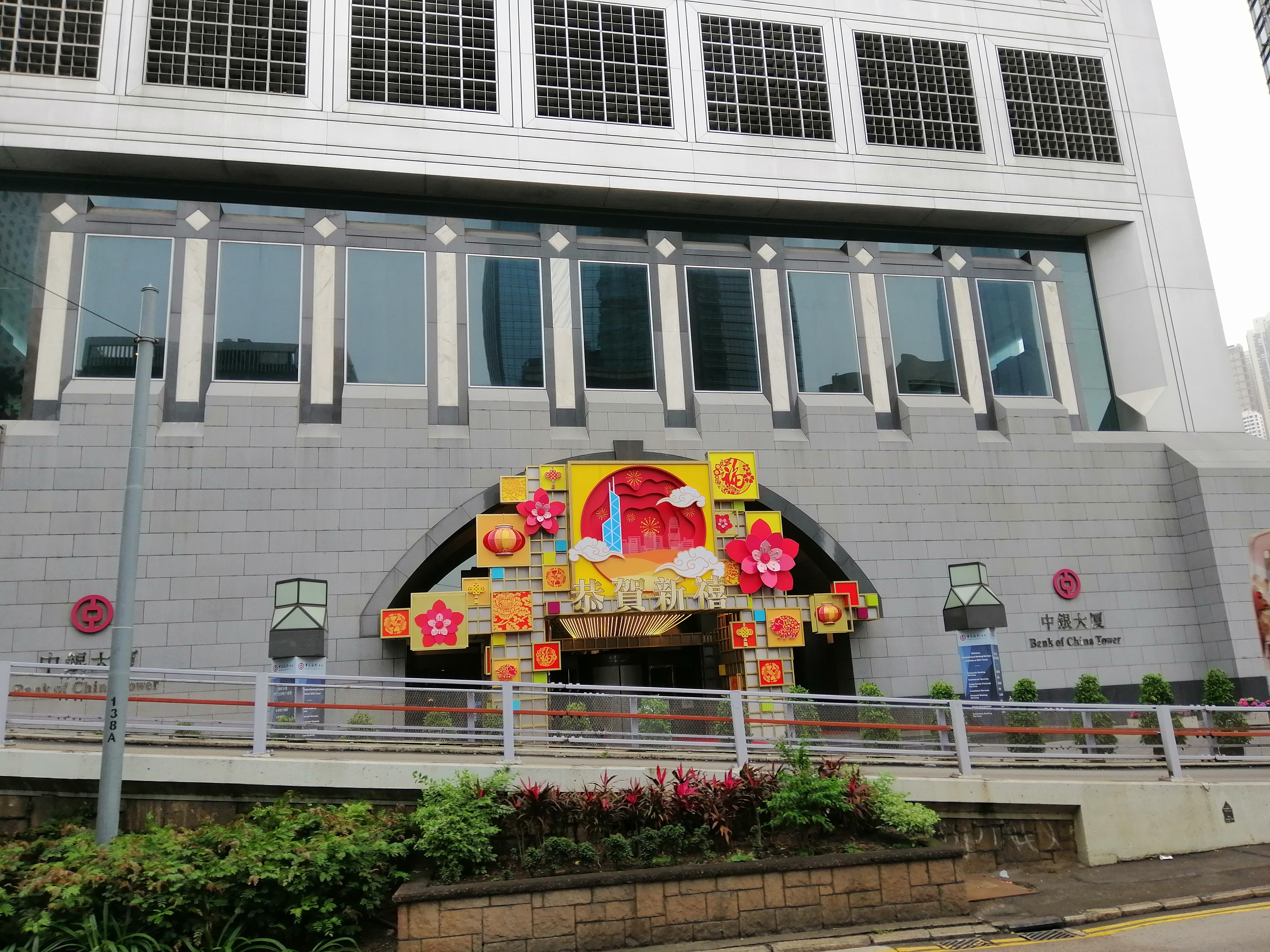
中銀大廈入口

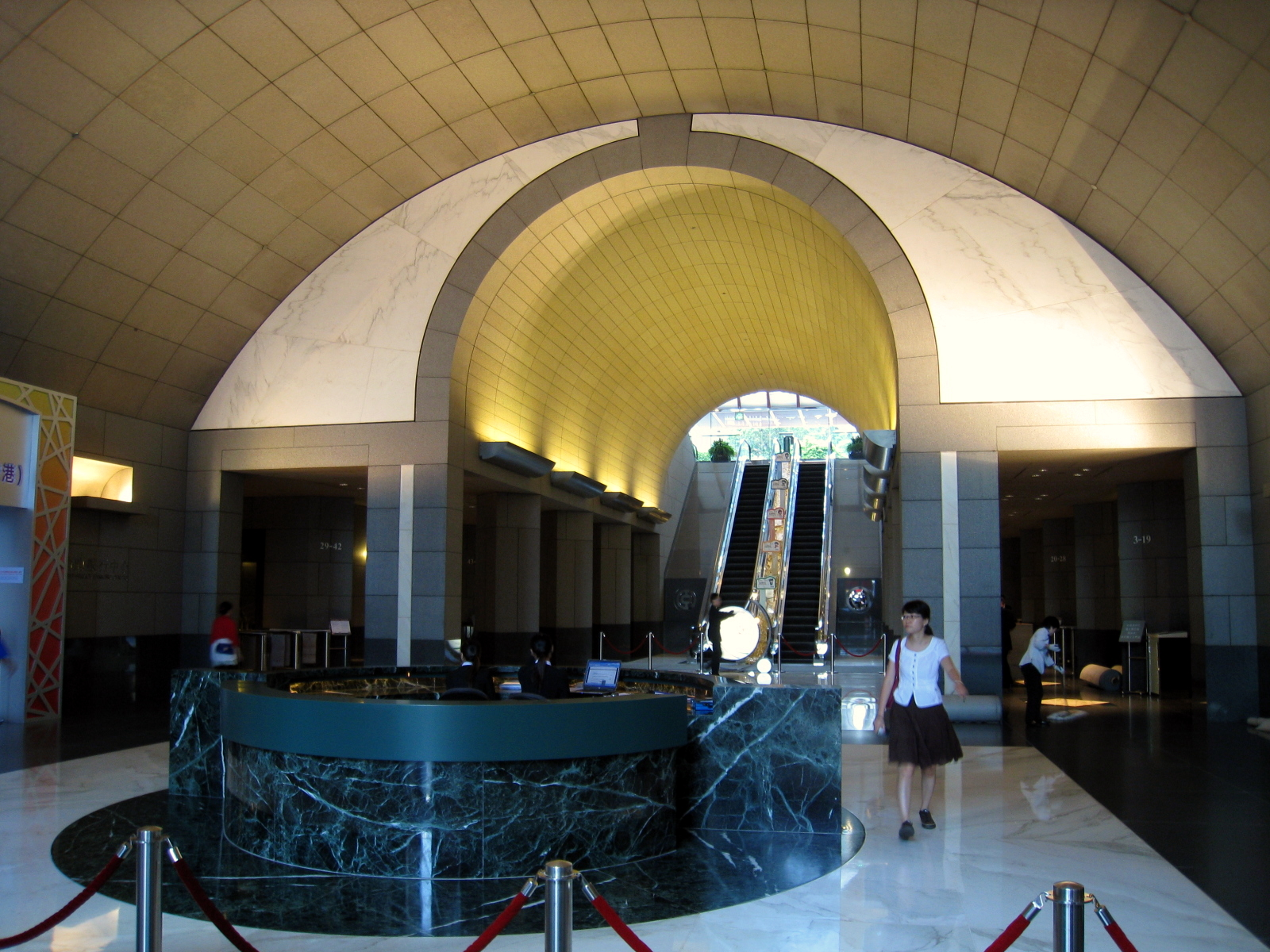
中銀大廈地下大堂

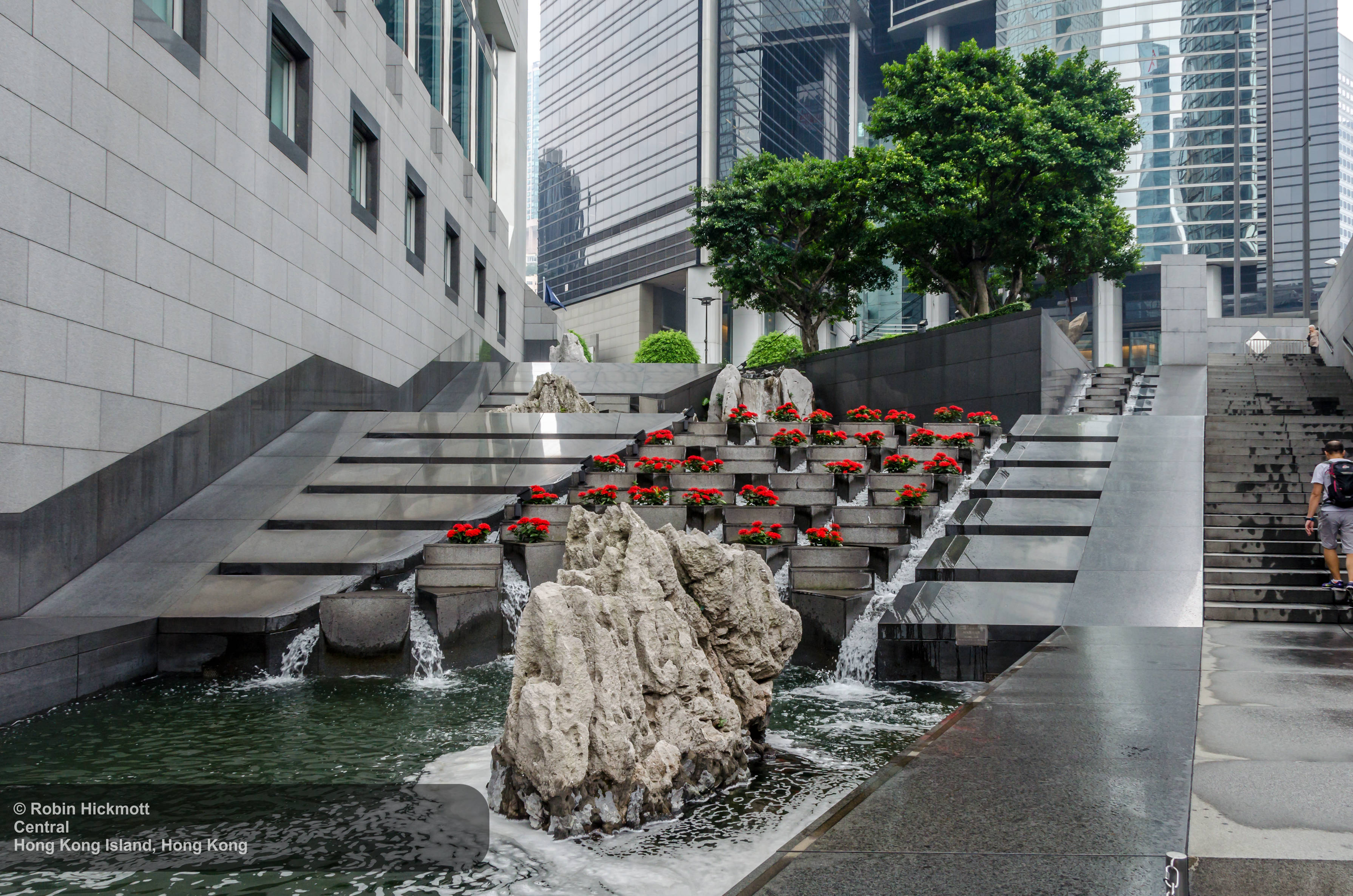
中銀大廈戶外以水環繞，作改善風水之用

頂樓4層及底座的19層目前均為中銀香港的辦公樓，其他的樓層為出租樓層（租戶以大型律師行為主）。其中，3樓為營業廳，17樓作高級職員專用餐廳兼宴客廳，普通職員飯堂則於19樓，而在43樓空中大堂有一個曾開放予公眾參觀的小型觀景區，但需登記個人資料才可到達，到2014年10月關閉。中銀大廈70樓頂層大廳則是主要觀景樓層。 
中銀大廈最初由中國銀行香港分行建造，其花園道入口仍然標著「中國銀行」，而不是中銀香港（BOCHK）。所有權歸屬中銀香港後，其母公司中國銀行租回了幾層樓面用於自己在香港的業務。
大廈內的三菱電機升降機是該品牌在香港行機程最長的升降機。

## 入駐租戶（寫字樓）
- 中國銀行
  - 中銀香港（控股）有限公司（24、52樓）
  - 新中物業管理有限公司（管業處）（47A室）
  - 中銀駐港內部審計部（29樓）
  - 中銀保誠（27樓）
  - 中銀國際（26樓）
  - 中銀投資（23樓）
  - 中銀國際證券（20樓）
  - 中國銀行香港分行（7樓）
- 中銀香港（4-19樓、33-34樓、67-70樓）
  - 會議廳（70樓）
  - 環球業務處、工商業務一及四處（34樓）
  - 政府及公營機構處（33樓）
  - 法律及合規部（29樓）
  - 員工飯堂（19樓）
  - 高幹人員飯堂（17樓）
  - 接待處、保健室（14樓）
  - 工商業務二處（9樓）
  - 中銀大廈分行（私人銀行部）（8樓）
  - 私人銀行（6樓）
- 一國兩制研究中心、香港明天更好基金（61樓）
- 中國海洋石油有限公司（65樓）
- 華僑城（亞洲）（59樓）
- 霍英东集团（58樓）
- 中国四川国际投资有限公司（58樓）
- 萬科置業海外（55樓）
- 高寶集團（54樓）
- 溫斯頓律師事務所（英语：Winston & Strawn）（42樓）
- 泰康資產管理（香港）有限公司（39樓）
- 香港民眾期貨有限公司（38樓）
- 華夏基金（香港）有限公司（37樓）
- 南華金融（28樓）
- 普衡律師事務所（21樓部分及22樓）
- 洛克律師事務所（英语：Locke Lord LLP）（21樓部分）

## 升降機配置
中銀大廈升降機服務樓層列表（一律採用三菱電機升降機）
- P1-P6（6部來往3樓、6-19樓之升降機）：1、3、6-19（不停4樓、18樓機房層）
- P7-P9（3部來往14-17樓之升降機）：1、14-17、19（不停18樓機房層）
- P10-P15（6部來往20-29樓之升降機）：1、20-29
- P16-P21（6部來往29-42樓之升降機）：1、29-42（不停31樓機房層）
- Z22-Z27（來往空中大堂之升降機）：1、43
- P28-P31（4部來往43-56樓之升降機）：43、46-56（不停44-45樓機房層）
- P32-P35（4部來往43樓、56-68樓之升降機）：43、56-68（不停57樓機房層）
- P36-P37（2部來往68-70樓之升降機）：68-70（不停69樓機房層）
- S38（消防及載貨升降機）：V、CP2、CP1、1-4、6-44
- S39（消防及載貨升降機）：V、CP2、CP1、1-4、6-44
- S40（消防及載貨升降機）：44-68
- P41-P42（停車場專用之升降機）：CP2、CP1、1
- P43（3樓銀行通往V樓保管箱之升降機）：V、3（不停2樓）
- P44（殘疾人士專用之升降機）：1-3
- P45（銀行內部之升降機）：V、1

## 風水問題

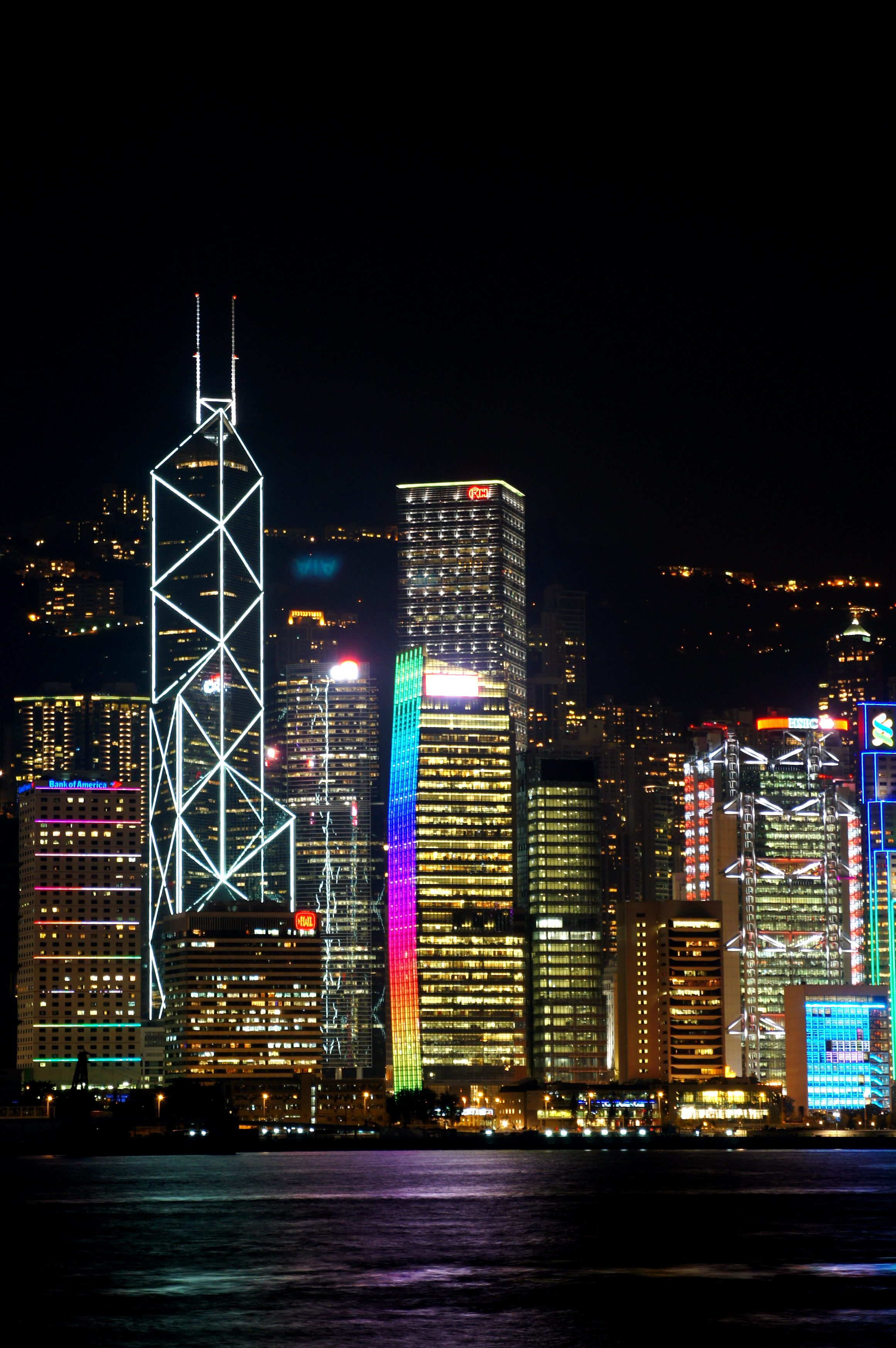
晚上的中銀大廈與金鐘和中環一帶的建築物

中銀大廈是在香港主要建築中唯一沒有考慮風水意見就動工的大廈。
大廈在剛建成之時曾引發一場風水戰，當時傳指中銀大廈的形狀像一把刀，與1980年代港督尤德爵士身亡的事件扯上關係。而其中一面「刀鋒」直指港督府（今香港禮賓府），港督府因而請人化解，最後決定在面朝中銀大廈的方向種植柳樹以擋殺氣。
中銀大廈建成後，在旁興建的花旗銀行大廈則採取了呈書本開頁形狀的設計，其開口正好與中銀大廈的尖角相對應，據說亦是為了阻擋殺氣。另一個跟中銀大廈風水有關的是其對面的滙豐總行大廈，因為正好也對到中銀大廈的「刀鋒」，滙豐的業績受到影響，於是滙豐便在其大樓樓頂加裝兩座對著中銀大廈的砲台裝飾（實為起重機吊車，加後下方反向共四座），反擊中銀大廈的殺氣，於是滙豐的業績才又好轉。亦有一說指於1999年落成的長江集團中心的外表也是受中銀的殺氣影響過。長實集團主席李嘉誠於聽過風水師的意見後，也決定將新總部建得較「正正方方」，沒有什麼非常突出的外表。而原因亦不外乎是擋殺氣。

## 流行文化

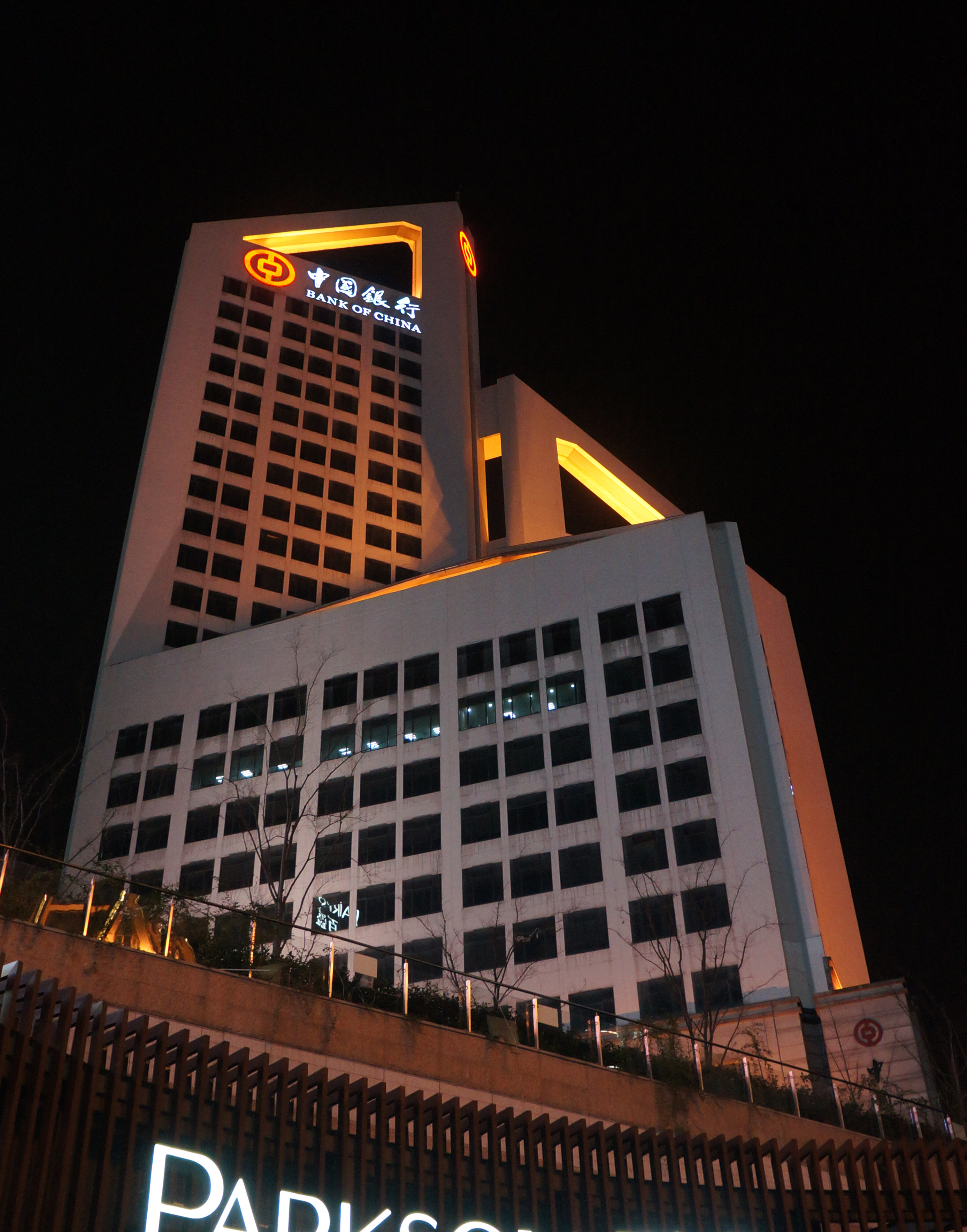
无锡中银大厦的外观与香港中银大厦相近

中銀大廈獨特外型設計，令它成為唯一一座在電腦遊戲《模擬城市3000》及《模擬城市4》出現的香港著名建築物。另外，科幻劇集《星际旅行：航海家号》利用數碼技術將中銀大廈的正面作修改，使它成為劇中星際艦隊的「通訊研究中心」（Communications Research Center）。作爲在國際上赫赫有名的建築，中銀大廈也曾經在不少好萊塢電影中亮相，如《黑暗騎士》、《超級戰艦》、《哥斯拉大戰金剛》等。
无锡中国银行大厦的设计风格亦参照了香港中银大厦。
香港中银大厦的外貌被用於2025年香港通用郵票面值1港元郵票的圖案。

## 外部連結
- 中銀香港：中銀大廈簡介
- 「建築：藝術」網：中銀大廈及貝聿銘介紹
- chartersince.com.hk：中銀大廈
- 幻彩詠香江：中銀大廈 （页面存档备份，存于）
- 中環區內掀風水戰中銀大廈落成惹得滿城風雨
- 電梯分佈